# Minerales de conflicto
Los minerales de conflicto o minerales de zonas de conflicto o "minerales de sangre" son aquellos minerales cuya extracción sistemática y comercio en un contexto de conflicto contribuyen, se benefician o resultan en la comisión de violaciones graves de los derechos humanos, violaciones del derecho internacional humanitario o violaciones que constituyen crímenes de derecho internacional. Estos minerales se extraen para financiar tanto Estados como grupos armados, y acostumbran a estar relacionados con la degradación del medio ambiente. Los minerales de conflicto son un tipo de recurso de conflicto.
Mientras que la minería representa la base del sustento para más de 40 millones de personas en todo el mundo, las actividades de minería artesanal y de pequeña escala (MAPE) están asociadas a menudo a violaciones de derechos humanos, incluyendo el trabajo infantil, el trabajo forzado o la financiación de conflictos. Además las minas industriales a menudo repercuten de forma negativa en factores sociales, socioeconómicos o ambientales de las comunidades y el medio ambiente de su entorno.El control de los recursos mineros facilita la escalada de los conflictos de una escala local a una escala internacional.
La minería, el contrabando, y el tráfico ilícito de minerales preciosos, como el oro, los diamantes o el coltán, son un gran desafío para las empresas mineras, los gobiernos y la sociedad civil. El comercio ilícito de metales preciosos se ha asociado con delitos financieros como robo, corrupción, contrabando de armas, lavado de dinero y financiamiento de guerras, así como con delitos ecológicos.

## Características
Los minerales de conflicto más comunes son los diamantes de conflicto, también conocidos como diamantes de sangre, el uranio y el grupo de los 3TG compuestos por la casiterita, la wolframita, el coltán y el oro. Este grupo de minerales es más conocido por las siglas en inglés de sus metales derivados más utilizados: tin (estaño), tungsten (wolframio), tantalio (tántalo) y gold (oro).La República Democrática del Congo, Afganistán, Colombia o Birmania son algunos de los países que, al contar con una gran cantidad de recursos, ha generado un llamado a la comunidad internacional debido a las grandes olas de violencia que se presentan por la extracción de estos. Estos minerales se usan para fabricar una gran cantidad de productos, que van desde bombillas, coches, celulares o productos electrónicos. El mundo actualmente depende en gran parte de los minerales en conflicto debido a la gran demanda de productos electrónicos y baterías.

El proceso de incorporación de los metales en los mercados consta de varias fases, desde la fase de extracción, pasando por el procesamiento, la fundición, la refinación de minerales y la manufactura de productos. Algunos minerales sólo se encuentran en zonas geográficas específicas mientras que otros se extraen en numerosos países alrededor del mundo. En algunos casos (como por ejemplo el cobalto, el aluminio o el cobre) los lugares de extracción difieren significativamente de los lugares de fundición y refinación, y en cada etapa los productores pueden mezclar diferentes flujos de diferentes fuentes, incluyendo material reciclado. Las fundiciones son el principal punto de inicio cuando se trata de poder mantener un control sobre el origen de los minerales conflictivos en las cadenas de suministro. Una vez que el mineral se refina hasta convertirlo en metal, resulta imposible distinguir el material con y sin minerales conflictivos. Aunque el sector de la minería está compuesto por miles de empresas y millones de mineros artesanales individuales, el 80% de la capitalización del sector está representado por unas 40 corporaciones mineras.

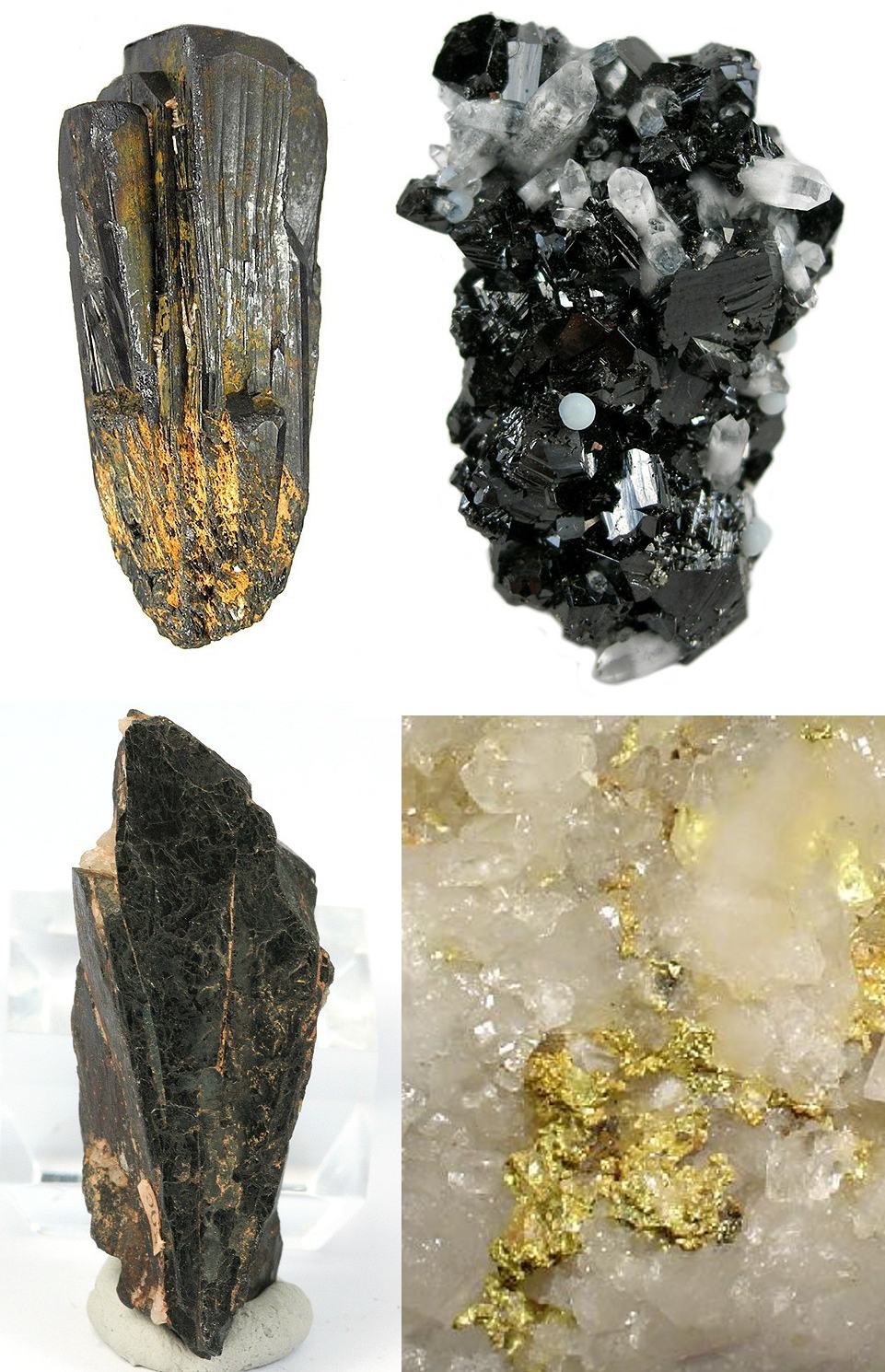
Los principales minerales de conflicto 3TG coltán, casiterita, oro y wolframita

### Cobalto
El cobalto se emplea en la fabricación de baterías de iones de litio. Se extrae en operaciones mineras mecanizadas y artesanales y su extracción está vinculada a la generación de impactos sociales y ambientales perjudiciales, incluido el trabajo infantil y las condiciones laborales inseguras en la minería artesanal de cobalto. La República Democrática del Congo (RDC) es el mayor productor de cobalto del mundo y posee más del 50 por ciento de las reservas mundiales de cobalto.

### Diamantes
Los diamantes se producen tanto en forma de gema como en formato industrial. El ochenta por ciento de los diamantes extraídos no son aptos para su uso como piedras preciosas y se destinan a usos industriales, y se utilizan principalmente para producir herramientas de corte, lijado y pulido, así como en aislantes térmicos, óptica y electrónica.Aproximadamente el 49% de los diamantes proceden de África central y meridional, aunque se han descubierto importantes fuentes del mineral en Canadá, India, Rusia, Brasil y Australia.

### Estaño
El estaño se usa principalmente en las industrias de tecnología de la información y la comunicación y en la industria automotriz, y sus principales aplicaciones son las soldaduras para electrónica (47,4 %) y en aplicaciones industriales (6,3 %), la elaboración de hojalata (16,8 %), productos químicos (13,3 %), bronce (5,3 %) y vidrio flotado (2,7 %).Los recursos de estaño más importantes del mundo se encuentran en China e Indonesia, con cierta producción en África Central.Forma parte del grupo de minerales de conflicto 3TG, regulado por legislaciones de alcance internacional como la ley estadounidense Dodd Frank o la reglamento sobre los minerales de conflicto de la UE.

### Fosfato
Los fosfatos son la forma natural del elemento fósforo, que se encuentra en muchos minerales de fosfato. En mineralogía y geología, fosfato se refiere a una roca o mineral que contiene iones de fosfato, uno de los componentes principales en la agricultura para elaborar los fertilizantes de síntesis ya que es necesario para la síntesis de ARN y ADN. Desde principios del siglo XXI el uso de fertilizantes se ha incrementado en más de un 40%, debido tanto a la producción de alimentos como a la de biocarburantes.

### Níquel
El níquel es un metal crítico para la economía de la Unión Europea y pese a que muchos otros metales cuentan con sanciones éste no ha sido sancionados, se calcula que entre 2022 y 2023 Europa importó de Rusia materias primas críticas por valor de 13.700 millones de euros.Rusia produce alrededor del 10% de la producción mundial de níquel.Otros países como el Reino Unido si ha sancionado la importación de níquel desde Rusia.

### Oro
El oro se utiliza principalmente en las industria automotriz, la aeroespacial y la de tecnología de la información y la comunicación y sus principales usos son la fabricación de componentes electrónicos (conectores, contactos de interruptor y relé, uniones soldadas, acabados superficiales, cables y regletas de conexión y otros productos como elementos especiales del sector aeroespacial, acuñación de monedas, lingotes, joyas o premios.Forma parte del grupo de minerales de conflicto 3TG, regulado por legislaciones de alcance internacional como la ley estadounidense Dodd Frank o la reglamento sobre los minerales de conflicto de la UE.
Las cadenas de suministro de oro son muy complejas debido a numerosos factores, por lo que es difícil evaluar su transparencia. El oro es un material fácil de contrabandear ya que es valioso, maleable y fácilmente transportable, lo que permite comercializarse en pequeños volúmenes de forma anónima mediante transacciones en efectivo. Los riesgos en la cadena de suministro de oro son particularmente graves y han sido vinculados con delitos financieros como corrupción, lavado de dinero, robo, contrabando, fraude y evasión fiscal, así como con abusos de derechos humanos derivados del crimen organizado y la financiación del terrorismo.

### Tántalo
El tántalo se usa principalmente en las industrias de la tecnología de la información y la comunicación, en la automotriz, la aeroespacial y el sector de la energía y sus principales aplicaciones son la fabricación de componentes electrónicos como condensadores en teléfonos portátiles, buscapersonas, ordenadores y electrónica de la automoción y la fabricación de equipos químicos, capacitadores y superaleaciones. Más de la mitad del tántalo del mundo se extrae en África, incluidas las operaciones mineras artesanales en la República Democrática del Congo y sus países vecinos.Forma parte del grupo de minerales de conflicto 3TG, regulado por legislaciones de alcance internacional como la ley estadounidense Dodd Frank o la reglamento sobre los minerales de conflicto de la UE.

### Tierras raras
Tierras raras es el nombre común de 17 elementos químicos: escandio, itrio y los 15 elementos del grupo de los lantánidos (lantano, cerio, praseodimio, neodimio, prometio, samario, europio, gadolinio, terbio, disprosio, holmio, erbio, tulio, iterbio y lutecio). A nivel mundial, la mayoría de las tierras raras se utilizan para fabricar catalizadores, imanes utilizados en productos electrónicos, aleaciones metálicas, baterías eléctricas o generadores de turbinas. China controla casi el 90% de la producción mundial de tierras raras, aunque compra parte de esta producción de forma ilegal en Birmania, país que sufre una guerra civil desde 2021, con un impacto devastador para el medio ambiente y las comunidades locales.

### Uranio
El uranio tiene unas características que lo diferencian del resto de minerales de conflicto como son sus propiedades radioactivas, los químicos utilizados durante el procesamiento del mineral, la cantidad de agua necesaria o la dificultad técnica e inversión económica necesarias para su extracción. La radiación y los ácidos liberados tanto durante la extracción como durante la molienda o el almacenamiento de los relaves suponen un alto riesgo de contaminación para los trabajadores y para las aguas subterráneas, pudiendo afectar también a los habitantes de la zona y al medio ambiente. Por otro lado el desarrollo de minas de uranio provoca a menudo la expulsión de la gente que reside en la zona ya sea por la fuerza o a causa de la contaminación.
Los altos requisitos tecnológicos y la infraestructura necesaria para extraer y procesar el uranio hacen que no sea un recurso fácilmente saqueable, ya que limita la opción de obtener ingresos a través de la minería artesanal, lo que limita su uso a las grandes compañías o a los Estados. Aun así las zonas con yacimientos de uranio generan oportunidades financieras y militares también a los grupos rebeldes ya que potencialmente pueden atacar instalaciones, controlar rutas de transporte o secuestrar a trabajadores extranjeros. En algunas zonas de conflicto las compañías financian directamente a grupos insurgentes con el objetivo de obtener beneficios extractivos en el futuro.

### Wolframio
El wolframio se utiliza en la industria automotriz, la aeroespacial, la electrónica y el sector de la energía y sus principales usos son la fabricación de superaleaciones, emisores de electrones, alambre de wolframio en fotocopiadoras e impresoras, placas de circuitos electrónicos y disipadores de calor, y mecanismos de vibración de teléfonos móviles (20 %).La mayor parte del wolframio se produce en China, y un pequeño porcentaje se extrae en África Central.Forma parte del grupo de minerales de conflicto 3TG, regulado por legislaciones de alcance internacional como la ley estadounidense Dodd Frank o la reglamento sobre los minerales de conflicto de la UE.

## Iniciativas

#### Iniciativas nacionales
Existen numerosos países con leyes de alcance nacional que regulan los minerales de conflicto, entre ellos Australia, México, Colombia, Chile, Estados Unidos, los países de la Conferencia Internacional de la Región de los Grandes Lagos, Reino Unido, Suiza, Noruega, Canadá y algunos de los países de la Unión Europea como Francia o Alemania.
Estados Unidos aprobó en julio del 2010 la Ley Dodd-Frank de Reforma de Wall Street y Protección al Consumidor (comúnmente conocida como Ley Dodd-Frank). Los minerales en conflicto se definen en el artículo 1502 como ciertos minerales procedentes de la RDC y sus nueve Estados vecinos, a saber, Angola, Burundi, República Centroafricana, República del Congo, Ruanda, Sudán, Tanzania, Uganda y Zambia. La Ley equipara los minerales de conflicto a los 3TG aunque añade que podría incluir cualquier otro mineral o sus derivados que el Secretario de Estado determine que financian un conflicto en la República Democrática del Congo o un país vecino. La ley se refiere únicamente a la divulgación de información de diligencia debida de la cadena de suministro basada en la investigación realizada por la empresa que utiliza minerales importados de la DRC. La Disposición Estatutaria sobre Minerales en Conflicto contenida en el acto y la posterior regla de divulgación promulgada por la Comisión de Bolsa y Valores de los Estados Unidos (SEC) exigen que las empresas que cotizan en bolsa en los Estados Unidos, ya sean nacionales o extranjeras, revelen si los minerales de conflicto utilizados en sus productos se originaron en los países abarcados. Esta divulgación debe lograrse en tres pasos. En primer lugar, la empresa debe determinar si está sujeta a la Disposición Estatutaria sobre Minerales en Conflicto. En segundo lugar, la empresa debe llevar a cabo una investigación razonable del origen de sus minerales en conflicto. En tercer lugar, la empresa debe ejercer la debida información sobre la fuente y la cadena de custodia de sus minerales de conflicto. La diligencia debe ajustarse a un marco de diligencia debida reconocido a nivel nacional o internacional.

### Iniciativas internacionales

#### Iniciativas de la Unión Europea
La primera ley de la UE dedicada exclusivamente a los llamados recursos de conflicto es el reglamento sobre los minerales de conflicto de la UE (Reglamento (UE) 2017/821) que regula mediante diligencia debida la importación de estaño, tantalio, wolframio y oro, tanto concentrados o como procesados. El término "diligencia debida" significa actuar con cuidado razonable e investigar un asunto antes de tomar una decisión, proceso que deben realizar las propias empresas importadoras, y que en el caso de ser sancionadas lo serían a través de las jurisdicciones nacionales. El comprador debe verificar que el producto no haya sido producido o comercializado de forma que contribuya a graves abusos de los derechos humanos, a la financiación de conflictos y a otros delitos financieros como corrupción, blanqueo de dinero y evasión fiscal.
La UE mantiene actualizada la lista Cahra en la que se incluyen las regiones o países en conflicto o de alto riesgo definidas como "zonas en estado de conflicto armado o frágil postconflicto, así como zonas en las que la gobernanza y la seguridad son débiles o inexistentes, como en Estados fallidos, y las violaciones generalizadas y sistemáticas del derecho internacional, incluyendo los abusos de los derechos humanos".En esta lista, actualizada por última vez en septiembre de 2023, se encuentran Afganistán, Burkina Faso, Burundi, Camerún, República Centroafricana, Chad, Colombia, República Democrática del Congo, Egipto, Eritrea, Etiopía, India, Libia, Mali, Mozambique, Birmania, Níger, Nigeria, Pakistán, Filipinas, Somalia, Sudán, Sudán del Sur, Turquía, Ucrania, Venezuela, Yemen y Zimbabue.

#### Iniciativas de las Naciones Unidas
El Consejo de Seguridad de las Naciones Unidas (UNSC) adoptó la Resolución 1493 en 2003 y la Resolución 1952 en 2010. La Resolución 1493 impuso un embargo de armas a todas las fuerzas extranjeras y congoleñas que operan en el Norte y Sur de Kivu e Ituri. La Resolución 1952 amplió el embargo de armas y se dirigió a las sanciones financieras y de movilidad hasta el 30 de noviembre de 2011. Esta misma resolución da un llamado de atención para que todos los Estados miembros de las Naciones Unidas alienten a sus importadores, industrias de transformación y consumidores de minerales congoleños a ejercer la debida diligencia aplicando las directrices sugeridas en el documento o equivalentes directrices, como las proporcionadas por la OCDE.

### Iniciativas no gubernamentales
Otra estrategia es la de generar guías de diligencia debida o estándares que promuevan o incentiven marcos de producción y distribución de productos que no contengan minerales de conflicto. Este tipo de guías o estándares son establecidos tanto por agencias estatales como por organizaciones civiles o de la industria.
En 1979 la Organización para la Cooperación y el Desarrollo Económico (OCDE) elaboró una guía de diligencia debida, actualizada cada cierto tiempo, que se toma como referencia para elaborar leyes como la Ley de Minerales de Conflicto de la UE o
En 2015 la CCCMC (Cámara de Comercio de Importadores y Exportadores de Metales, Minerales y Productos Químicos de China), que es una unidad subordinada del Ministerio de Comercio de China, publicó una guía de directrices de diligencia debida para cadenas de suministro de minerales responsables con el objetivo de alinear las políticas chinas con las internacionales. El cumplimiento de las directrices de la guía para las empresas chinas es voluntario.

## Casos activos

### Afganistán
La serie de guerras ocurridas en Afganistán han estado vinculadas a los minerales de conflicto del país (además de a otros recursos como la madera o el opio) por las distintas facciones que han estado involucradas en el conflicto. En la década de 1990 la Alianza del Norte, cuyo objetivo era derrocar al régimen talibán, se financió mediante la venta de lapislázuli obteniendo entre 40 y 60 millones de dólares anuales. Los minerales utilizados en la actualidad para financiar el conflicto en Afganistán son las piedras preciosas y el oro.
En la actualidad el conflicto continúa entre el gobierno talibán y el Frente de Resistencia Nacional (NRF), que representa al gobierno anterior, y se mantiene el conflicto iniciado en 2021 entre el gobierno talibán y ISIS-K. Varias organizaciones han denunciado violaciones a los derechos humanos y al derecho internacional.Las sanciones efectuadas por las Naciones Unidas están categorizadas como "Amenazas a la paz y la seguridad internacionales causadas por actos terroristas", y van dirigidas principalmente a miembros de Al Qaeda e ISIS, así como a individuos e instituciones del gobierno Talibán vinculados a los dos grupos terroristas.

### Bielorrusia
A causa del apoyo logístico que Bielorrusia ha facilitado a Rusia durante la invasión rusa de Ucrania la Unión Europea ha aumentado el listado de sanciones de diversa índole que ya tenía aplicadas desde 2004 (financieras, material tecnológico, productos agrícolas, mineros, etc.). El 2 de marzo de 2022 el Consejo introdujo nuevas restricciones al comercio de bienes utilizados para la producción o fabricación de productos minerales, productos de cemento, productos de hierro y acero, tántalo, niobio, titanio, carbón, gases nobles (criptón, neón, xenón), platino, paladio y caolinita.

### Birmania
Birmania atraviesa una crisis interna de violencia que se desarrolla desde 1948, y que en los últimos años ha sido acrecentada por el golpe estado militar del Tatmadaw de 2021. Este golpe de Estado desencadenó un levantamiento civil y una guerra civil todavía en curso. Además, tanto el Gobierno anterior como la junta militar están llevando a cabo crímenes contra la humanidad en un intento de limpieza étnica de los musulmanes rohinyá. El conflicto ha sido financiado por las diversas facciones con la venta de madera tropical (especialmente teca), la producción de opio y la extracción de estaño, piedras preciosas, oro, wolframio y tierras raras. Parte de las tierras raras exportadas desde China son realmente producidas en Birmania, principalmente en el estado Kachin. Según la Asociación Internacional del Estaño Birmania es el tercer mayor productor de estaño del mundo.

### Burkina Faso
El conflicto en Burkina Faso empezó tras una ola de protestas en 2014 que llevaron a la dimisión del dictador Compaoré, en el poder desde 1987. Tras la deposición del gobierno dictatorial se han dado continuos disturbios civiles y ataques terroristas, en parte debido a la debilidad del Estado y sus instituciones manifiesto por los dos golpes de estado de 2022, y en parte por los abusos perpetrados durante las operaciones antiterroristas dirigidas por los militares. Por otro lado desde 2015 se está desarrollando una guerra civil entre el Gobierno de Burkina Faso y la insurgencia islamista, formada por rebeldes de Al Qaeda, de Estado Islámico y de Ansarul Islam.
La minería también es una fuente de conflicto desde inicio de los 2000, con múltiples grupos compitiendo por el poder de las zonas mineras y con tensiones en torno a la contaminación ambiental. La minería de oro ha sido una fuente particular de conflicto entre las comunidades locales, los mineros artesanales, el Estado y las fuerzas de seguridad privadas.

### Burundi
La crisis política en Burundi consiste en una situación de inestabilidad y violencia políticas iniciada en 2015 debido a las protestas contra el tercer mandato de la candidatura del presidente Pierre Nkurunziza.La ACNUDH, Amnistía Internacional y HRW reportaron en 2018 que la mayoría de las organizaciones internacionales fueron expulsadas del país. A lo largo de 2022 y 2023, grupos de derechos humanos internacionales y burundeses documentaron asesinatos, desapariciones, torturas, malos tratos, arrestos arbitrarios y detenciones de opositores; y aunque desde 2017 han empezado a volver muchos de los refugiados que se encontraban en los países vecinos la situación humanitaria sigue siendo terrible. La mayoría de las ONG que trabajaban en el país han sido expulsadas.Los autores de estas violaciones de derechos humanos son principalmente miembros del Imbonerakure, el ala juvenil del partido gobernante, funcionarios administrativos locales que actúan solos o junto con la policía o el Servicio Nacional de Inteligencia, y un sector creciente de insurgencia islamista.
Burundi tiene una producción relevante de oro (en bruto, semimanufacturado o en polvo), estaño (minerales y concentrados), tantalio (minerales y concentrados) y niobio (minerales y concentrados).Otros minerales producidos en el país son el cobre, el uranio, el níquel, la turba, el platino y el cobalto.

### Camerún
Camerún cuenta con un conflicto separatista en curso que enfrenta a grupos armados anglófonos, que luchan por una mayor autonomía o separación del resto del país, contra las fuerzas armadas del Estado; así como con una insurgencia islamista de Boko Haram. A causa de estos dos conflictos está incluido en la lista Cahra de la Unión Europea como relevante para el reglamento sobre los minerales de conflicto de la UE, especialmente por el uso del oro para financiar estos grupos rebeldes.

### Chad
Chad cuenta con un conflicto activo en la región de Lad, en la frontera con Libia, en el cual la insurgencia del Frente para la Alternancia y la Concordia en Chad tomó las armas buscando derrocar al gobierno del expresidente Idriss Déby, que había estado en el poder desde el golpe de Estado de 1990. Chad también cuenta con la presencia de la insurgencia islamista de Boko Haram. A causa de estos dos conflictos está incluido en la lista Cahra de la Unión Europea como relevante para el reglamento sobre los minerales de conflicto de la UE, especialmente por el uso del oro para financiar estos grupos rebeldes.

### Colombia
Colombia cuenta con un conflicto armado interno de baja intensidad iniciado en la década de 1960, y que ha tenido varios principales actores involucrados como el Estado colombiano, las guerrillas de extrema izquierda y los grupos paramilitares de extrema derecha. A estos se le han sumado con los años los carteles del narcotráfico, y las llamadas bandas criminales y los grupos armados organizados, especialmente tras los acuerdos de paz de 2016 y la consecuente disolución de las guerrillas como las FARC. Estos grupos armados se financian principalmente a través del tráfico de drogas, pero también usan métodos como la extorsión de refugiados provenientes de Venezuela, exportación de madera tropical, extorsión de empresas mineras o minas ilegales de oro. Las zonas de conflicto son principalmente los departamentos de Arauca, Antioquia, Cauca, Nariño, Norte de Santander, y Valle de Cauca. Está incluida en la lista Cahra de la Unión Europea como relevante para el reglamento sobre los minerales de conflicto de la UE debido a la explotación de oro, wolframio, estaño, tántalo y niobio.

### Corea del Norte
Corea del Norte tiene aplicadas sanciones de diversos organismos nacionales e internacionales como las Naciones Unidas (la primera realizada en 1950) o la Unión Europea debido principalmente a su programa nuclear y al abuso de los derechos humanos perpetrado por el Estado. Las sanciones incluyen cualquier intercambio comercial con el país, lo que incluye el comercio con minerales como el oro, carbón, hierro o mena de hierro, cobre, níquel, plata, zinc, gas natural, petróleo y derivados, tierra y piedra, incluidas magnesita y magnesia, metales preciosos, diamantes, titanio, vanadio o minerales de tierras raras.

### Egipto
Egipto tiene presente un conflicto relacionado con la insurgencia islamista de Estado Islámico, principalmente en la gobernación de Sinaí del Norte, iniciado en 2011 tras la crisis egipcia. Pese a que el conflicto y la resistencia terrorista fueron finalmente sofocados a principios de 2023 según el Gobierno egipcio, la región continúa en la lista Cahra de la Unión Europea debido a las exportaciones de oro, estaño, tántalo, niobio de la región.

### Eritrea
Eritrea se encuentra bajo la dictadura de Isaias Afewerki desde 1991, y los derechos humanos en Eritrea son considerados, a partir de la década de 2020, por organizaciones no gubernamentales como Human Rights Watch como uno de los peores del mundo. Está incluida en la lista Cahra de la Unión Europea como relevante para el reglamento sobre los minerales de conflicto de la UE debido a la explotación de oro.

### Etiopía
Etiopía tiene varios conflictos principalmente sustentados por rivalidades étnicas y luchas por el control regional. Las dos regiones más conflictivas son la región de Amhara, en el que se está desarrollando la guerra de Amhara desde abril de 2023, y el conflicto oromo de la región de Oromía, donde el Frente de Liberación Oromo controla algunos distritos de la región y se enfrenta a menudo con las fuerzas de seguridad federales. La región de Tigray también sufre la guerra de Tigray desde 2020. Debido a los numerosos informes de volación de derechos humanos las regiones de Amhara y Oromo se encuentran en la lista Cahra de la Unión Europea debido a las exportaciones de oro, tántalo, niobio y vanadio.

### Filipinas
Filipinas cuenta con dos conflictos activos importantes, por una parte el conflicto moro que enfrenta a la nación mora con el Estado de Filipinas en la región de Mindanao Musulmán desde 1969, y por otro lado la rebelión comunista en Filipinas liderada por el grupo Nuevo Ejército del Pueblo. Se encuentra en la lista Cahra de la Unión Europea debido a las exportaciones de oro, tántalo y niobio.

### India
La India cuenta con dos principales conflictos internos cuyos integrantes se financian a través del comercio de minerales. Uno de ellos es la insurgencia naxalita, de corte maoísta, activa en el estado de Chhattisgarh desde 1967, y el otro es la disputa territorial entre India y Pakistán sobre la región de Cachemira, activo desde la independencia de ambos países en 1947. Se encuentra en la lista Cahra de la Unión Europea debido a las exportaciones de oro, wolframio, estaño, tántalo y niobio en las zonas de conflicto.

### Indonesia
El Gobierno indonesio ha sido acusado de realizar una campaña genocida contra los habitantes nativos papúes en las provincias de Papúa y Papúa Occidental, en la isla de Nueva Guinea, en la que el conflicto separatista de Papúa liderado por la organización Movimiento Papúa Libre se encuentra activo desde 1963.Según la UNEP la isla tiene una producción significativa de cobre y oro.

### Libia
Libia se considera una región de alto riesgo debido a los continuos conflictos que ha habido en el país desde la ejecución del dictador Muamar el Gadafi en 2011, siendo el conflicto más reciente la segunda guerra civil, y que conforman la denominada crisis libia. Además de las luchas por el poder entre el Gobierno de Fayez al Sarraj y de la oposición liderada por Jalifa Hafter, varios grupos islamistas como Ansar al-Sharia o Estado Islámico se encuentran activos y utilizan Libia como base de operaciones para ampliar sus actividades al resto de la región. Además del petróleo, que es el recurso que cuenta con más sanciones internacionales, Libya también cuenta con una producción importante de oro, principalmente en minas artesanales, por lo que se encuentra incluido en la lista Cahra de la UE.

### Mali
Mali se encuentra sumido en una guerra civil que comenzó en enero de 2012 entre las partes norte y sur. Desde 2018 la coalición de organizaciones yihadistas Jama’at Nusrat al-Islam wal-Muslimin (JNIM), ha aumentado sus ataques contra el ejército desde 2018, y tanto los grupos jihadistas como las fuerzas del Estado han sido acusadas de violaciones de derechos humanos. Mali cuenta con una producción significativa de oro, principalmente proveniente de minas artesanales, por lo que se encuentra incluido en la lista Cahra de la UE.

### Marruecos
Marruecos es el segundo productor mundial de fosfatos, y se calcula que contiene aproximadamente el 70% de las reservas mundiales de minerales de fosfato. La mayor parte de la producción procede de la mina a cielo abierto de Bucraa en el territorio ocupado del Sáhara Occidental. Tras la decisión en 2018 de la empresa canadiense Nutrien de dejar de comprar el fosfato de conflicto a Marruecos, en 2023 el 92% de las exportaciones desde la zona se realizaban a empresas de México, India y Nueva Zelanda.

### Mozambique
Mozambique tiene un conflicto en curso en la provincia de Cabo Delgado, dónde grupos islamistas como Ansar al Sunna o Estado Islámico intentan establecer un estado islámico en la región desde 2017.Además del tráfico de marfil y de heroína, los grupos guerrilleros obtienen financiación a través de minerales como el oro, el estaño, el tántalo, el niobio y las piedras preciosas.

### Níger
Níger tiene activa una insurgencia islamista de Boko Haram, especialmente activa en las regiones de Diffa i Tillabéri, y en las zonas fronterizas con Mali y Nigeria. Además, en 2023 se dio a cabo un golpe de Estado, tras el cual se instauró una junta militar que cerró las fronteras y el espacio aéreo. El país se encuentra actualmente en un estado de crisis, con sanciones de la CEDEAO (levantadas en febrero de 2024 por motivos humanitarios) y de otros organismos internacionales como las Naciones Unidas o la UE.Hay redes informales involucradas en la minería artesanal y el transporte de oro y estaño, que financian a grupos armados como los yihadistas. Según Crisis Group, estas redes operan en connivencia con el gobierno creando sistemas informales para facilitar el tráfico de drogas, la minería de oro y el tráfico de personas en el norte del país.

### Nigeria
La insurgencia islamista en Nigeria comenzó en 2002 con la formación del grupo terrorista fundamentalista islámico Boko Haram.Este grupo terrorista financia sus campañas a través de múltiples fuentes de redes criminales transnacionales y transaccionales en Nigeria y en la mayor parte de la región de África occidental, y una de las vías principales de la transferencia de fondos que utiliza es el hawala. Otro grupo terrorista islámico activo en Nigeria es el Estado Islámico del África Occidental, presente sobre todo en la zona noreste. En cuanto a los minerales el grupo terrorista se financia a través de la venta de oro y joyas, provenientes tanto de la minería artesanal como de la donación o saqueo de las poblaciones locales, así como de la venta e otros minerales de estaño, tántalo, niobio y wolframio.

### Pakistán
Pakistán, además del conflicto territorial con la India por el control de la región de Cachemira, cuenta con el conflicto armado de Baluchistán entre grupos separatistas del pueblo baluchi como el Ejército de Liberación de Baluchistán, grupos talibanes pakistaníes como el Movimiento de los Talibanes Pakistaníes y el gobierno de Pakistán por el control de la provincia más grande de dicho país. Una de las formas de financiamiento de estos grupos es la minería artesanal de oro.

### República Centroafricana
La República Centroafricana sufre una segunda guerra civil, que forma parte del conflicto interno iniciado con la primera guerra civil tras la llegada al poder del presidente François Bozizé en 2003. La guerra civil centroafricana se ha caracterizado por una corrupción generalizada, falta de estabilidad institucional y ausencia de autoridad estatal en muchas partes del país, que son gobernadas por grupos armados. Tanto las Fuerzas Armadas centroafricanas como los grupos armados regionales y otros actores como el Grupo Wagner son responsables de múltiples violaciones de los derechos humanos y del derecho internacional humanitario. El informe de la lista Cahra señala que los grupos rebeldes se financian en parte a través de la minería artesanal de oro.

### República Democrática del Congo
La República Democrática del Congo es uno de los países más ricos cuando se habla de recursos naturales, y actualmente cuenta con tres conflictos armados principales, el conflicto transnacional de las insurgencias del Ejército de Resistencia del Señor, la guerra de Kivu, y el conflicto de Ituri. Los principales minerales extraídos en la RDC son el oro, el cobalto, el cobre, el tántalo, el coltán, el wolframio, el estaño, el uranio y los diamantes. Es el sexto productor mundial de casiterita o mineral de estaño, y produce entre el 15 y el 20 por ciento de la producción mundial de coltán. Al contar con una gran cantidad de recursos, muchos de los cuales son explotados principalmente por la industria electrónica, ha generado un llamado a la comunidad internacional debido a las grandes olas de violencia que se presentan por la extracción de estos y de los cuales se benefician muchos grupos armados responsables de los abusos contra los derechos humanos.
La riqueza de minerales de RDC en su historia ha atraído a extranjeros. El primero fue el rey Leopoldo II de Bélgica, quien extrajo grandes cantidades de caucho, marfil y copal entre 1885 a 1908, utilizando a la población indígena como mano de obra esclava. Se cometieron atroces abusos de los derechos humanos durante esta brutal campaña de explotación minera, en la cual Leopoldo se vio obligado a transferir su propiedad del Congo al estado belga. Bélgica administró el país como una colonia y continuó la explotación minera, pero suspendió el trabajo forzado de esclavos. El Congo logró su independencia en 1960, después de esto su nombre cambió a República del Congo hasta el 1 de agosto de 1964, finalmente su nombre cambió por el de República Democrática del Congo. Durante el momento de la independencia el Congo era un importante proveedor de minerales como diamantes, cobalto, cobre, estaño y zinc, además de pequeñas cantidades de oro, carbón, manganeso, columbita tantalita y plata.
Después de su la independencia, los disturbios civiles predominaron durante 5 años hasta 1965, cuando el coronel Joseph Mobutu se declaró presidente. Esta presidencia autoritaria de Mobutu se caracterizó por la corrupción y el declive gradual de la industria minera del país y se aplicó hasta 1996. Se estima que Mobutu desfalcó 5.000 millones de dólares de la RDC durante su mandato.La minería industrial empezó a descender bajo el gobierno de Mobutu y surgió la minería artesanal y en pequeña escala (ASM). Durante este mandato surgió un comercio no oficial de minerales, que con el tiempo superó la producción industrial. Con el tiempo, las zonas de minería artesanal se convertirían en lugares de empleo para miles de personas y las redes comerciales locales se vinculan con redes político-militares transfronterizas.
El líder rebelde Laurent Kabila, respaldado por Uganda y Ruanda, lideró un golpe militar exitoso contra el gobierno de Mobutu en 1996, Kabila se declaró presidente. En este mismo periodo, ganó atención mundial debido a la extracción de minerales que se necesitaban para el consumo de dispositivos electrónicos y el precio disparado del tantalio. Por otro lado, los rebeldes respaldados por Uganda y Ruanda pronto desestabilizaron el gobierno de Kabila, lo que condujo a la segunda guerra del Congo. En 2003, se adoptó una constitución transitoria y se estableció un gobierno interno, con el hijo de Laurent Kabila, Joseph, como presidente; aun así las guerras dejaron al país lisiado, dejando un trágico saldo de 5,4 millones de muertos. La minería industrial empezó a descender dejando paso a la minería artesanal y de pequeña escala (ASM). Durante este mandato surgió un comercio no oficial de minerales, que con el tiempo superó la producción industrial. Con el tiempo, las zonas de minería artesanal se convertirían en lugares de empleo para miles de personas y las redes comerciales locales se vincularon con redes políticomilitares transfronterizas. La ASM sigue siendo uno de las principales fuentes de ingresos económicos para la mayoría de la población de la RDC, especialmente en el norte y sur de Kivu.
La ASM sigue siendo uno de las principales fuentes de ingresos económicos para la mayoría de la población de la RDC, especialmente en las provincias de Kivu del Norte y Kivu del Sur.En 2012 los grupos armados controlaban 12 de las 13 minas principales del país y recibían fondos no sólo por el control directo sobre estas minas, sino también por gravar el transporte y el comercio combinados con el pago de salarios bajos o el empleo de niños como mineros. En general, los grupos armados reciben el 90% de las ganancias de los minerales de conflicto, mientras que los trabajadores reciben salarios muy limitados. A menudo el ejército está involucrado directa o indirectamente con estas milicias.Según grupos como Amnistía Internacional o ILSAB la industria minera está plagada de trabajo forzado, incluyendo el trabajo infantil, explotación (incluyendo la explotación sexual), condiciones de trabajo peligrosas, extorsión, impuestos ilegales y abusos físicos.

### Ruanda
Ruanda comparte un conflicto armado con la República Democrática del Congo, principalmente por el apoyo brindado al grupo armado Movimiento 23 de Marzo en la ofensiva del M23 iniciada en 2023. Pese a que República Democrática del Congo y Ruanda producen casi la mitad del coltán del mundo, el principal mineral de tantalio, así como grandes cantidades de minerales de estaño y wolframio, Ruanda no está incluida en la lista Cahra de la UE.

### Rusia
Debido a la anexión rusa de la península de Crimea en 2014 y a la posterior invasión de Ucrania iniciada en 2022 la Unión Europea ha aplicado múltiples sanciones dirigidas a disminuir la capacidad del país a financiar el conflicto a través de la venta de recursos, muchos de ellos productos mineros. Estas sanciones incluyen la importación tanto desde Rusia como desde las zonas ocupadas de diamantes tanto tallados como pulidos (incluidas las joyas), acero, hierro, arrabio y arrabio especular, cemento y asfalto, alambres, láminas, tubos y tuberías de cobre y aluminio y oro (incluyendo las joyas). Pese a esta situación algunos metales críticos como el níquel no han sido sancionados, y se calcula que entre 2022 y 2023 Europa importó de Rusia materias primas críticas por valor de 13.700 millones de euros.Rusia produce alrededor del 10% de la producción mundial de níquel.Otros minerales que la Unión Europea ha sancionado son el tántalo, el niobio, el titanio, el carbón, los gases nobles (criptón, neón, xenón), el platino, el paladio, las ferroaleaciones de manganeso y la caolinita.
El Reino Unido también ha aplicado medidas sancionando metales como el hierro y el acero, los diamantes, el aluminio, el cobre o el níquel.

### Somalia
Somalia tiene activa una guerra civil desde 2009 en la parte central y sur del país, que enfrenta principalmente la insurgencia islamista de Al-Shabaab con las fuerzas del Gobierno Federal de Somalia asistidas por tropas de mantenimiento de la paz de la Unión Africana. Las fuerzas rebeldes de Al-Shabaab se financian en parte a través de la producción de oro.Las Naciones Unidas mantienen activa la prohibición de la importación directa o indirecta de carbón vegetal procedente de Somalia.

### Sudán
Sudán tiene en curso la tercera guerra civil iniciada en 2023, y enfrenta principalmente las Fuerzas Armadas de Sudán y las Fuerzas de Apoyo Rápido por el control del país, aunque la región ha estado sujeta a conflictos desde la década de 1970 con enfrentamientos armados que involucran principalmente a milicias patrocinadas por el gobierno y grupos armados rebeldes. El conflicto de Darfur es especialmente relevante en el caso de los minerales de conflicto ya que, aunque terminó en 2020, sigue siendo una región con altos niveles de violencia y corrupción. Muchas minas de oro están ubicadas en regiones de Darfur, y según organizaciones como Global Witness o Amnistía Internacional se han dado múltiples casos de limpieza étnica masiva y desplazamientos violentos en minas de oro en Darfur, tras conflictos entre las Fuerzas de Apoyo Rápido y milicias de la etnia bani hussein. Las minas de oro han estado ocupadas por grupos armados y milicias durante varios años, responsables de graves abusos contra los derechos humanos y de comercio ilegal y contrabando de oro, así como de explotación de los mineros locales.

### Sudán del Sur
Sudán del Sur tiene en curso una guerra civil iniciada tras el intento de golpe de Estado de 2013 de la facción del Ejército de Liberación del Pueblo de Sudán denominada como Movimiento de Liberación del Pueblo de Sudán en la Oposición. Es la primera guerra que ha sufrido el país desde su independencia de Sudán en 2011. Los combates han disminuido desde los acuerdos de paz de 2018, pero los grupos armados que no signaron los acuerdos han continuado con la lucha. El conflicto se financia de forma partial a través de la minería artesanal de oro.

### Turquía
La región kurda de Turquía es el escenario del conflicto turco-kurdo desde 1978, y desde la guerra civil siria se ha extendido a otras zonas como el Kurdistán sirio o el iraquí. Es un conflicto étnico secesionista que involucra a la población kurda, representada a nivel militar por facciones como la organización separatista PKK o la milicia YPG, y el Gobierno de Turquía. El Kurdistán tiene una producción significativa de oro, estaño, tántalo, niobio, wolframio por lo que se encuentra incluido en la lista Cahra.

### Venezuela
Venezuela atraviesa una crisis política desde las elecciones de 2013, que desataron una serie de manifestaciones ocurridas por el resultado electoral en el que Nicolás Maduro del Gran Polo Patriótico. Desde entonces varias organizaciones han denunciado violaciones de los derechos humanos y del derecho internacional, incluida la Oficina del Alto Comisionado de las Naciones Unidas para los Derechos Humanos (ACNUDH), Amnistía Internacional o Human Rights Watch. Respecto a los minerales de conflicto Venezuela tiene una producción relevante de oro, y en las explotaciones mineras se han reportado altos niveles de violencia y abusos generalizados de los derechos humanos relacionados con disputas sobre el control de las minas por parte de grupos criminales organizados o de las fuerzas de seguridad del Estado. Los mineros ilegales tienden a ser explotados por estos grupos, trabajando y viviendo en condiciones peligrosas y expuestos a la contaminación por mercurio y enfermedades como la malaria. La minería ilegal también ha provocado ataques contra los pueblos indígenas de la región amazónica, violando sus derechos naturales y obligando a los niños indígenas a trabajar en minas de oro ilegales en condiciones similares a la esclavitud.Otros minerales producidos en la región son el hierro, la bauxita, los diamantes y el coltán.

### Yemen
Yemen atraviesa una guerra civil iniciada en 2014 tras el golpe de Estado de 2014 contra el presidente Al-Hadi, y enfrenta una coalición de Estados árabes liderada por Arabia Saudí y las fuerzas hutíes. Diversas organizaciones humanitarias han denunciado violaciones y abusos de los derechos humanos y del derecho internacional humanitario, tanto por parte de las fuerzas gubernamentales respaldadas por Arabia Saudita como por parte de las fuerzas hutíes. En este contexto, además del gas y el petróleo, Yemen es un país productor de oro por lo que se encuentra incluido en la lista Cahra.

### Zimbabue
Zimbabue atraviesa una crisis política iniciada tras el golpe de Estado de 2017, cuando el dictador Robert Mugabe fue destituido como presidente por el entonces vicepresidente Emmerson Mnangagwa, el cual se encuentra todavía en el cargo de presidente del país. Desde entonces se han dado numerosos casos de abusos de los derechos humanos, especialmente dirigidos hacia los miembros de la oposición. En las minas de oro artesanales, es común el trabajo infantil, y los trabajadores corren el riesgo de exposición al mercurio y colapso de las minas. Por otro lado existe un alto grado de violencia alrededor de las zonas mineras debido a que las bandas armadas organizadas se apoderan del territorio minero y compiten entre sí. Zimbabue es productor de oro, estaño, tántalo, niobio, wolframio por lo que se encuentra incluido en la lista Cahra.